# Alessandra Amoroso

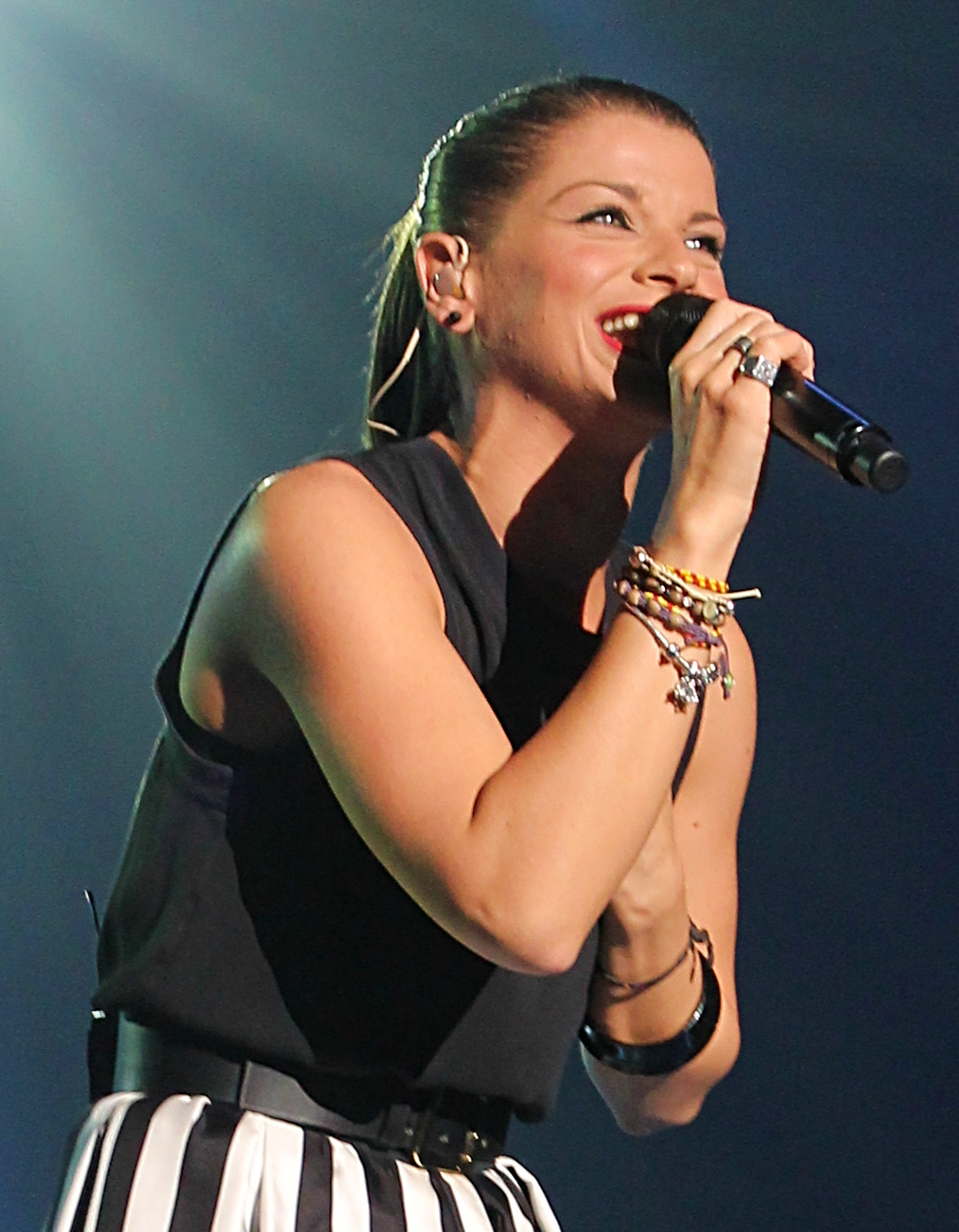
Alessandra Amoroso (2014)

Alessandra Amoroso ([alesˈsandra amoˈroːzo]; * 12. August 1986 in Galatina, Provinz Lecce) ist eine italienische Popsängerin. Einem breiten Publikum wurde sie durch ihre Teilnahme an der achten Staffel der Castingshow Amici di Maria De Filippi bekannt, aus der sie Anfang 2009 als Siegerin hervorging.

## Karriere
Alessandra Amoroso hatte in ihrer Jugend schon mehrfach an Gesangswettbewerben teilgenommen und sich mit 17 Jahren auch schon einmal erfolglos bei Amici di Maria De Filippi beworben. Fünf Jahre später kam sie dann im zweiten Anlauf in den Wettbewerb und konnte sich gegen die Konkurrenz durchsetzen. Ihre Musikauswahl umfasste Soul- und Popmusik und sie sang unter anderem Stücke von Aretha Franklin und Alicia Keys. Mehrere ihrer während der Sendung vorgetragenen Lieder stiegen in die italienischen Downloadcharts ein, zwei davon, Immobile und der Finalsong Stupida, erreichten Platz eins. Auch eine Kompilation mit sieben Beiträgen aus der Show erreichte Platz eins in den Albumcharts und wurde nach nur wenigen Wochen mit Dreifachplatin für 150.000 verkaufte Exemplare ausgezeichnet.
Später im Jahr folgte das erste Studioalbum der Sängerin mit dem Titel Senza nuvole, das vom Autorenteam von Laura Pausini geschrieben wurde. Ihre Albumpräsentation in Mailand wurde per Satellit in viele Kinosäle in Italien übertragen. Das Album erreichte ebenfalls Platz eins der Charts und verkaufte noch einmal 50.000 Exemplare mehr. Danach tourte sie mit den Albumsongs ausgiebig und ließ noch eine Sommertour folgen. Dazwischen trat sie im Februar beim Sanremo-Festival 2010 im Duett mit Valerio Scanu auf, der bei Amici hinter ihr Platz zwei belegt hatte. Neben diesen Auftritten entstand bereits ihr drittes Album Il mondo in un secondo. Es erschien ein Jahr nach Senza nuvole Anfang Oktober 2010. Zum dritten Mal erreichte Amoroso Platz eins und mit Platz 28 der Albumcharts auch ihre beste Platzierung in der Schweiz.
Die nächste Veröffentlichung von Amoroso war Ende 2011 das Livealbum Cinque passi in più. Es war das erste Album, das knapp Platz eins verpasste, aber das vierte Album in Folge, das sich mindestens 150.000-mal verkaufte. Neben den Liveaufnahmen bestand das Album auch aus neuen Songs, die im Jahr darauf noch einmal zusammen mit drei Bonussongs wiederveröffentlicht wurden und unter dem Titel Ancora di più erneut auf Platz eins kamen. Im Februar 2012 trat sie auch ein zweites Mal in Sanremo auf, diesmal sang sie ein Duett mit Emma Marrone, die im Jahr nach ihr bei Amici gewonnen hatte. In diesem Jahr gab es auch die Sonderkategorie „Big“ bei Amici di Maria De Filippi, an der erfolgreiche Teilnehmer früherer Wettbewerbe teilnahmen. Dort setzte sie sich im Mai 2012 im Finale knapp gegen Marrone durch.
Ihr drittes reines Studioalbum veröffentlichte Amoroso im Oktober 2013. Amore puro erreichte als fünftes Album die Chartspitze, der Titelsong war ihr siebter Top-Ten-Hit in den Singlecharts und die vierte Platin-Single (30.000 verkaufte Exemplare). 2014 gewann Alessandra Amoroso bei den MTV Europe Awards die Auszeichnung als Best Italian Act. Für die Auszeichnung als Worldwide Act war sie für die Region Südeuropa nominiert. Erst 2016 erschien, nach dem 2015 für den spanischsprachigen Markt produzierten Alessandra Amoroso, mit Vivere a colori ein weiteres (italienisches) Studioalbum der Sängerin; es erreichte erneut die Chartspitze und brachte eine Reihe erfolgreicher Singles hervor.
Das nächste Studioalbum veröffentlichte Amoroso 2018, anlässlich ihrer zehnjährigen Karriere unter dem Titel 10. Es erreichte wieder die Spitze der Charts. 2019 trat sie als Gast beim Sanremo-Festival auf und ging anschließend auf Tournee. Zusammen mit Boomdabash nahm sie das Lied Mambo salentino auf, das sich zum Sommerhit entwickelte. Diesen Erfolg konnte sie im Sommer 2020 mit Karaoke (wieder mit Boomdabash) noch einmal übertreffen. 2021 erschien das erfolgreiche Duett Pezzo di cuore mit Emma Marrone. Im Oktober dieses Jahres veröffentlichte Amoroso schließlich, nach einer Reihe weiterer Singles, das neue Album Tutto accade.
Nachdem 2022 noch einige Singles der Sängerin erschienen waren, meldete sie sich erst 2024 zurück, als sie mit Fino a qui beim Sanremo-Festival debütierte und den neunten Platz belegte.

## Diskografie

### Studioalben
| Jahr | Titel Musiklabel                               | Höchstplatzierung, Gesamtwochen, AuszeichnungChartplatzierungen (Jahr, Titel, Musiklabel, Platzierungen, Wochen, Auszeichnungen, Anmerkungen) | Höchstplatzierung, Gesamtwochen, AuszeichnungChartplatzierungen (Jahr, Titel, Musiklabel, Platzierungen, Wochen, Auszeichnungen, Anmerkungen) | Anmerkungen                                                  |
| Jahr | Titel Musiklabel                               | IT | CH | Anmerkungen                                                  |
| ---- | ---------------------------------------------- | --- | --- | ------------------------------------------------------------ |
| 2009 | Stupida Columbia Records (Sony)                | IT1 ×3Dreifachplatin · (83 Wo.)IT | — | Erstveröffentlichung: 10. April 2009 Verkäufe: + 210.000; EP |
| 2009 | Senza nuvole Columbia Records (Sony)           | IT1 ×4Vierfachplatin · (82 Wo.)IT | CH63 (4 Wo.)CH | Erstveröffentlichung: 25. September 2009 Verkäufe: + 240.000 |
| 2010 | Il mondo in un secondo Columbia Records (Sony) | IT1 ×4Vierfachplatin · (65 Wo.)IT | CH28 (6 Wo.)CH | Erstveröffentlichung: 28. September 2010 Verkäufe: + 200.000 |
| 2013 | Amore puro Columbia Records (Sony)             | IT1 ×2Doppelplatin · (76 Wo.)IT | CH40 (4 Wo.)CH | Erstveröffentlichung: 24. September 2013 Verkäufe: + 100.000 |
| 2016 | Vivere a colori Columbia Records (Sony)        | IT1 ×3Dreifachplatin · (126 Wo.)IT | CH22 (3 Wo.)CH | Erstveröffentlichung: 15. Januar 2016 Verkäufe: + 150.000    |
| 2018 | 10 Columbia Records (Sony)                     | IT1 ×2Doppelplatin · (50 Wo.)IT | CH18 (2 Wo.)CH | Erstveröffentlichung: 5. Oktober 2018 Verkäufe: + 100.000    |
| 2021 | Tutto accade Epic Records (Sony)               | IT2 Platin · (40 Wo.)IT | CH55 (1 Wo.)CH | Erstveröffentlichung: 22. Oktober 2021 Verkäufe: + 50.000    |
| 2025 | Io non sarei Epic Records (Sony)               | IT1 (… Wo.)IT | — | Erstveröffentlichung: 13. Juni 2025                          |

### Livealben
| Jahr | Titel Musiklabel                                            | Höchstplatzierung, Gesamtwochen, AuszeichnungChartplatzierungen (Jahr, Titel, Musiklabel, Platzierungen, Wochen, Auszeichnungen, Anmerkungen) | Höchstplatzierung, Gesamtwochen, AuszeichnungChartplatzierungen (Jahr, Titel, Musiklabel, Platzierungen, Wochen, Auszeichnungen, Anmerkungen) | Anmerkungen                                                                |
| Jahr | Titel Musiklabel                                            | IT | CH | Anmerkungen                                                                |
| ---- | ----------------------------------------------------------- | --- | --- | -------------------------------------------------------------------------- |
| 2011 | Cinque passi in più Columbia Records (Sony)                 | IT2 ×3Dreifachplatin · (24 Wo.)IT | CH68 (1 Wo.)CH | Erstveröffentlichung: 5. Dezember 2011 Verkäufe: + 180.000; Livealbum + EP |
| 2012 | Ancora di più – Cinque passi in più Columbia Records (Sony) | IT1 (37 Wo.)IT | — | Erstveröffentlichung: Mai 2012                                             |

Weitere Livealben
- 2019: 10, io, noi

### Singles
| Jahr | Titel Album                                                         | Höchstplatzierung, Gesamtwochen, AuszeichnungChartplatzierungen (Jahr, Titel, Album, Platzierungen, Wochen, Auszeichnungen, Anmerkungen) | Höchstplatzierung, Gesamtwochen, AuszeichnungChartplatzierungen (Jahr, Titel, Album, Platzierungen, Wochen, Auszeichnungen, Anmerkungen) | Anmerkungen                                                                    |
| Jahr | Titel Album                                                         | IT | CH | Anmerkungen                                                                    |
| --- | ------------------------------------------------------------------- | --- | --- | ------------------------------------------------------------------------------ |
| 2009 | Immobile Stupida                                                    | IT1 Platin · (31 Wo.)IT | — | Erstveröffentlichung: 16. Januar 2009 Verkäufe: + 30.000                       |
| 2009 | Find a Way Scialla (Kompilation)                                    | IT4 (7 Wo.)IT | — | Erstveröffentlichung: 1. April 2009                                            |
| 2009 | Stupida                                                             | IT1 (20 Wo.)IT | CH64 (4 Wo.)CH | Erstveröffentlichung: 27. März 2009                                            |
| 2009 | Estranei a partire da ieri Senza nuvole                             | IT6 (14 Wo.)IT | — | Erstveröffentlichung: 28. August 2009                                          |
| 2009 | Senza nuvole                                                        | IT6 Platin · (22 Wo.)IT | — | Erstveröffentlichung: 16. Oktober 2009 Verkäufe: + 30.000                      |
| 2010 | Mi sei venuto a cercare tu Senza nuvole                             | IT29 (4 Wo.)IT | — | Erstveröffentlichung: 22. Januar 2010                                          |
| 2010 | Arrivi tu Senza nuvole                                              | IT38 (3 Wo.)IT | — | Erstveröffentlichung: 2. April 2010 Charteinstieg in IT erst 2012              |
| 2010 | La mia storia con te Il mondo in un secondo                         | IT2 Platin · (23 Wo.)IT | — | Erstveröffentlichung: 1. September 2010 Verkäufe: + 30.000                     |
| 2010 | Urlo e non mi senti Il mondo in un secondo                          | IT27 (13 Wo.)IT | — | Erstveröffentlichung: 19. November 2010                                        |
| 2011 | Niente Il mondo in un secondo                                       | IT66 (5 Wo.)IT | — | Erstveröffentlichung: 11. März 2011 Coverversion; Original: Mientes von Camila |
| 2011 | È vero che vuoi restare Cinque passi in più                         | IT13 Gold · (14 Wo.)IT | — | Erstveröffentlichung: 4. November 2011 Verkäufe: + 15.000                      |
| 2012 | Ti aspetto Cinque passi in più                                      | IT51 (5 Wo.)IT | — | Erstveröffentlichung: 20. Januar 2012                                          |
| 2012 | Ciao Cinque passi in più – Cinque passi in più                      | IT11 Gold · (21 Wo.)IT | — | Erstveröffentlichung: 12. Mai 2012 Verkäufe: + 15.000                          |
| 2013 | Amore puro                                                          | IT4 Platin · (27 Wo.)IT | — | Erstveröffentlichung: 30. August 2013 Verkäufe: + 30.000                       |
| 2013 | Fuoco d’artificio Amore puro                                        | IT49 (12 Wo.)IT | — | Erstveröffentlichung: 15. November 2013                                        |
| 2014 | Non devi perdermi Amore puro                                        | IT25 Platin · (23 Wo.)IT | — | Erstveröffentlichung: 7. März 2014 Verkäufe: + 50.000                          |
| 2014 | Bellezza, incanto e nostalgia Amore puro                            | IT18 Gold · (13 Wo.)IT | — | Erstveröffentlichung: 27. Juni 2014 Verkäufe: + 15.000                         |
| 2016 | Comunque andare Vivere a colori                                     | IT11 ×4Vierfachplatin · (36 Wo.)IT | — | Erstveröffentlichung: 16. Februar 2016 Verkäufe: + 200.000                     |
| 2016 | Vivere a colori                                                     | IT33 ×2Doppelplatin · (17 Wo.)IT | — | Erstveröffentlichung: 17. Juni 2016 Verkäufe: + 100.000                        |
| 2016 | Sul ciglio senza far rumore Vivere a colori                         | IT36 ×2Doppelplatin · (22 Wo.)IT | — | Erstveröffentlichung: 16. September 2016 Verkäufe: + 100.000                   |
| 2017 | Fidati ancora di me Vivere a colori                                 | IT99 Platin · (1 Wo.)IT | — | Erstveröffentlichung: 17. März 2017 Verkäufe: + 50.000                         |
| 2018 | La stessa 10                                                        | IT13 Platin · (14 Wo.)IT | — | Erstveröffentlichung: 12. August 2018 Verkäufe: + 50.000                       |
| 2018 | Trova un modo 10                                                    | IT46 Gold · (9 Wo.)IT | — | Erstveröffentlichung: 5. Oktober 2018 Verkäufe: + 25.000                       |
| 2020 | Karaoke Don’t Worry – Best of                                       | IT1 ×6Sechsfachplatin · (68 Wo.)IT | CH44 (11 Wo.)CH | Erstveröffentlichung: 11. Juni 2020 Verkäufe: + 420.000; mit Boomdabash        |
| 2021 | Pezzo di cuore Best of Me                                           | IT2 Platin · (12 Wo.)IT | — | Erstveröffentlichung: 15. Januar 2021 Verkäufe: + 70.000; mit Emma             |
| 2021 | Sorriso grande Tutto accade                                         | IT36 Platin · (12 Wo.)IT | — | Erstveröffentlichung: 8. April 2021 Verkäufe: + 70.000                         |
| 2021 | Tutte le volte Tutto accade                                         | IT66 (2 Wo.)IT | — | Erstveröffentlichung: 3. September 2021                                        |
| 2022 | Camera 209 Tutto accade (riedizione streaming)                      | IT42 Platin · (17 Wo.)IT | — | Erstveröffentlichung: 16. Mai 2022 Verkäufe: + 100.000; mit DB Boulevard       |
| 2022 | Notti blu Tutto accade (riedizione streaming)                       | IT68 Gold · (2 Wo.)IT | — | Erstveröffentlichung: 11. November 2022 Verkäufe: + 50.000                     |
| 2024 | Fino a qui Io non sarei                                             | IT12 Platin · (10 Wo.)IT | — | Erstveröffentlichung: 7. Februar 2024 Verkäufe: + 100.000                      |
| 2024 | Mezzo rotto Io non sarei                                            | IT6 ×2Doppelplatin · (31 Wo.)IT | — | Erstveröffentlichung: 31. Mai 2024 Verkäufe: + 250.000; feat. BigMama          |
| 2024 | Si mette male Io non sarei                                          | IT51 (4 Wo.)IT | — | Erstveröffentlichung: 1. November 2024                                         |
| 2025 | Cose stupide Io non sarei                                           | IT64 (3 Wo.)IT | — | Erstveröffentlichung: 4. April 2025                                            |
| 2025 | Serenata –                                                          | IT3 Gold · (… Wo.)IT | — | Erstveröffentlichung: 30. Mai 2025 Verkäufe: + 100.000; mit Serena Brancale    |
| Folgende Lieder erschienen nicht als Single, wurden aber durch das Album zum Download und Streaming bereitgestellt und konnten somit eine Platzierung erlangen: |                                                                     | | |                                                                                |
| |                                                                     | | |                                                                                |
| 2009 | Stella incantevole Stupida                                          | IT22 (2 Wo.)IT | — |                                                                                |
| 2009 | Splendida follia Stupida                                            | IT16 (1 Wo.)IT | — |                                                                                |
| 2009 | X ora, x un po’ Stupida                                             | IT26 (1 Wo.)IT | — |                                                                                |
| 2009 | È ora di te Stupida                                                 | IT27 (1 Wo.)IT | — |                                                                                |
| 2009 | Da qui Stupida                                                      | IT28 (1 Wo.)IT | — |                                                                                |
| 2011 | Prenditi cura di me Cinque passi in più                             | IT51 (2 Wo.)IT | — |                                                                                |
| 2011 | L’altra metà di te Cinque passi in più                              | IT75 (1 Wo.)IT | — |                                                                                |
| 2012 | I Say a Little Prayer / Chain of Fools / Think Amici: Prima puntata | IT67 (1 Wo.)IT | — | Cover-Medley; Originale von Aretha Franklin                                    |
| 2012 | Get the Party Started Amici: Terza puntata                          | IT83 (1 Wo.)IT | — | Coverversion; Original von Pink                                                |
| 2012 | When a Man Loves a Woman Amici: Quarta puntata                      | IT64 (1 Wo.)IT | — | Coverversion; Original von Percy Sledge                                        |
| 2012 | E tu come stai? Amici: Sesta puntata                                | IT78 (2 Wo.)IT | — | Coverversion; Original von Claudio Baglioni                                    |
| 2012 | La volta buona Ancora di più – Cinque passi in più                  | IT42 (1 Wo.)IT | — |                                                                                |
| 2012 | Ancora di più Ancora di più – Cinque passi in più                   | IT43 (1 Wo.)IT | — |                                                                                |
| 2013 | Difendimi per sempre Amore puro                                     | IT99 (1 Wo.)IT | — |                                                                                |
| 2016 | La vita in un anno Vivere a colori                                  | IT85 (1 Wo.)IT | — |                                                                                |
| 2016 | Avrò cura di tutto Vivere a colori                                  | IT96 Gold · (1 Wo.)IT | — | Verkäufe: + 25.000                                                             |

Weitere Singles
- 2011: Dove sono i colori
- 2014: L’hai dedicato a me
- 2015: Stupendo fino a qui
- 2019: Forza e coraggio
- 2019: Immobile 10+1
- 2021: Piuma

### Gastbeiträge
| Jahr | Titel Album                             | Höchstplatzierung, Gesamtwochen, AuszeichnungChartplatzierungen (Jahr, Titel, Album, Platzierungen, Wochen, Auszeichnungen, Anmerkungen) | Höchstplatzierung, Gesamtwochen, AuszeichnungChartplatzierungen (Jahr, Titel, Album, Platzierungen, Wochen, Auszeichnungen, Anmerkungen) | Anmerkungen                                                                                      |
| Jahr | Titel Album                             | IT | CH | Anmerkungen                                                                                      |
| --- | --------------------------------------- | --- | --- | ------------------------------------------------------------------------------------------------ |
| 2015 | L’amore altrove Tempo reale             | IT35 (6 Wo.)IT | — | Erstveröffentlichung: 9. Januar 2015 Francesco Renga feat. Alessandra Amoroso                    |
| 2015 | A tre passi da te Radio Revolution      | IT89 Platin · (1 Wo.)IT | — | Erstveröffentlichung: 28. Juli 2015 Verkäufe: + 50.000; Boomdabash feat. Alessandra Amoroso      |
| 2017 | Piccole cose Comunisti col Rolex        | IT3 ×2Doppelplatin · (22 Wo.)IT | — | Erstveröffentlichung: 20. Januar 2017 Verkäufe: + 100.000; J-Ax & Fedez feat. Alessandra Amoroso |
| 2018 | Due destini La descrizione di un attimo | IT45 (1 Wo.)IT | — | Erstveröffentlichung: 18. Mai 2018 Tiromancino feat. Alessandra Amoroso                          |
| 2019 | Mambo salentino –                       | IT9 ×3Dreifachplatin · (32 Wo.)IT | CH84 (4 Wo.)CH | Erstveröffentlichung: 7. Juni 2019 Verkäufe: + 150.000; Boomdabash feat. Alessandra Amoroso      |
| Folgende Lieder erschienen nicht als Single, wurden aber durch das Album zum Download und Streaming bereitgestellt und konnten somit eine Platzierung erlangen: |                                         | | |                                                                                                  |
| |                                         | | |                                                                                                  |
| 2013 | La sera dei miracoli A te               | IT64 (1 Wo.)IT | — | Fiorella Mannoia feat. Alessandra Amoroso                                                        |

## Auszeichnungen für Musikverkäufe
| Goldene Schallplatte - Italien - 2019: für das Lied Dalla tua parte - 2023: für das Lied Canzone inutile | Platin-Schallplatte - Polen - 2024: für die Single Mezzo rotto |

Anmerkung: Auszeichnungen in Ländern aus den Charttabellen bzw. Chartboxen sind in ebendiesen zu finden.
| Land/RegionAuszeichnungen für Musikverkäufe (Land/Region, Auszeichnungen, Verkäufe, Quellen) | Gold     | Platin       | Verkäufe  | Quellen |
| -------------------------------------------------------------------------------------------- | -------- | ------------ | --------- | ------- |
| Italien (FIMI)                                                                               | 9× Gold9 | 55× Platin55 | 3.480.000 | fimi.it |
| Polen (ZPAV)                                                                                 | —        | Platin1      | 50.000    | olis.pl |
| Insgesamt                                                                                    | 9× Gold9 | 56× Platin56 |           |         |